# Olavius vacuus
Olavius vacuus är en ringmaskart som beskrevs av Erséus 1990. Olavius vacuus ingår i släktet Olavius och familjen glattmaskar. Inga underarter finns listade i Catalogue of Life.